# Mistrovství České republiky v cyklokrosu 2015
Mistrovství České republiky v cyklokrosu 2015 se konalo v sobotu 10. ledna  2015 v Slaném.
Mistrovství bylo 11. a zároveň posledním závodem sezony 2014/15 českého poháru v cyklokrosu. Závodu se zúčastnili závodníci kategorií elite a do 23 let. Závodní okruh měřil 2 500 m a závodníci ho absolhovali osmkrát. Startovalo 36 závodníků.

## Přehled
| Poř.             | Jméno          | Čas        |
| ---------------- | -------------- | ---------- |
| Zlatá medaile    | Adam Ťoupalík  | 1:03:30 h  |
| Stříbrná medaile | Vojtěch Nipl   | + 0:50 min |
| Bronzová medaile | Michael Boroš  | + 1:16 min |
| 4                | Jakub Skála    | + 2:42 min |
| 5                | Lubomír Petruš | + 3:19 min |
| 6                | Emil Hekele    | + 5:18 min |